# Василенко, Виктор Антонович
Ви́ктор Анто́нович Василе́нко (1913—2006) — доктор филологических наук, профессор, исследователь русского фольклора (Самарская, Омская области, Алтай, Восточный и Северный Казахстан).

## Биография
Виктор Антонович Василенко родился и вырос в станице Саратовской в семье коренного казака из переселенцев из станицы Батуринской. В 1934 году окончил местную среднюю школу и поступил в МИФЛИ на историко-филологический факультет Московского университета.
С 1946 по 1992 годы В. А. Василенко преподавал в ВУЗах Самары, Омска, Барнаула, Усть-Каменногорска и Кокшетава.
В начале 2000-х годов В. А. Василенко вернулся на родину.
Виктор Антонович Василенко умер в 2006 году, похоронен в Краснодаре. Богатый архив учёного хранится в родной станице.

## Преподавательская и научная деятельность
В. А. Василенко занимался вопросами методики преподавания. Под его руководством студентами в ходе практики и экспедиций и им лично записано огромное количество сказок, пословиц и поговорок, преданий, текстов песен и частушек и других фольклорных жанров.
С 1946 г. – преподаватель фольклора в ОГПИ (ныне ОмГПУ), заместитель директора (проректор) по учебной работе, первый декан литературно-лингвистического отделения (филологического факультета) и первый заведующий объединённой кафедрой русского языка и литературы. Основоположник омской научной школы фольклористики. В 1951 г. организовал в институте кружок "Устное народное творчество", с которым сотрудничали известные омские краеведы И. С. Коровкин, А. Ф. Палашенков, а также деятели культуры Е. В. Калугина, А. М. Оленичева и др. В этом же году Виктор Антонович совершил со студентами первую научную фольклорную экспедицию в Большеуковский район по местам прежних пересыльных пунктов каторжан. В результате были записаны 50 сказок, 250 песен, 1000 частушек. С этого периода начался систематический сбор и изучение фольклора Омской области. В 1956 г. В. А. Василенко защитил диссертацию на соискание учёной степени кандидата филологических наук "Традиции русской народной песенной лирики Сибири и современная хоровая самодеятельность: (по материалам Омской области)". Виктор Антонович стоял у истоков создания фольклорного архива ОмГПУ. Составил ряд фольклорных сборников, среди них: "Сказки, пословицы, загадки" (Омск, 1955) и "Частушки колхозной молодёжи" (Омск, 1956). Наибольшей популярностью пользовался сборник сказок "Заветное кольцо", выдержавший три издания (Омск, 1951, 1958, 1959). В 1959 г. Виктор Антонович уехал из Омска. До 1992 г. занимался преподавательской деятельностью в разных городах, в том числе в Куйбышевском и Кокчетавском педагогических институтах, интересовался вопросами методики преподавания. Автор хрестоматии "Русское народное поэтическое творчество" (в соавт.; Москва, 1978), книги "Роль общественных наук в нравственном воспитании студентов" (в соавт.; Москва, 1986), учебника "Русское народное поэтическое творчество" (в соавт.; Москва, 1986) и др.
Под его руководством студентами в ходе практики и экспедиций и им лично записано огромное количество сказок, пословиц и поговорок, преданий, текстов песен и частушек и других фольклорных жанров.В 1961 г. в редакции литературно-драматических передач краевого радио появился внештатный отдел, объединивший группу алтайских фольклористов, во главе с кандидатом филологических наук Виктором Антоновичем Василенко. Планировалось, что внештатный отдел фольклористов регулярно будет знакомить радиослушателей с собирателями алтайских пословиц и поговорок, с их работой, результатами научно-исследовательских экспедиций институтов края и Академии наук СССР. У микрофона должны были выступать сами фольклористы, собиратели народных песен, научные сотрудники институтов. Целью нового отдела были «популяризация устного народного творчества, знакомство радиослушателей с той большой и интересной работой.
В. А. Василенко — один из организаторов ОмГПУ, зам. директора (проректор) по учебной работе, первый декан литературно-лингвистического отделения (филологического факультета) и первый заведующий объединенной кафедрой русского языка и литературы.
Автор многочисленных работ по фольклористике и этнографии. Записывал также украинский фольклор в упомянутых регионах и станице Саратовской.